# Március 7.
Március 7. az év 66. (szökőévben 67.) napja a Gergely-naptár szerint. Az évből még 299 nap van hátra.
Névnapok: Tamás + Perpétua, Rupert, Ubul

## Események

### Politikai események
- 1530 – VIII. Henrik angol király megalapítja az anglikán egyházat, válaszul az első házasságának felbontását ellenző pápai döntésre.
- 1936 – A német hadsereg bevonul a demilitarizált Rajna-vidékre.
- 1939 – A magyar kormánypárt (Nemzeti Egység Pártja) átalakult Magyar Élet Pártjává.
- 1943 – Sztálint kinevezik a Szovjetunió legfőbb marsalljává, ezután a Generalisszimusz címet (is) viseli.
- 2008
  - A Grúziából kiszakadt Abházia hivatalosan is az ENSZ-hez, az Európai Unióhoz és az EBESZ-hez fordul és kéri függetlensége elismerését.
  - Tarja Halonen finn köztársasági elnök bejelenti, hogy országa elismeri Koszovó függetlenségét.
  - Csehországban leteszi hivatali esküjét Václav Klaus, akit február közepén választottak meg újra államfővé.

### Tudományos és gazdasági események
- 1876 – Alexander Graham Bell szabadalmat kap a telefonra.

### Kulturális események

#### Zenei események
- 2012 - Elindul a Music FM rádió

### Sportesemények
Formula–1
- 1970 –  Dél-Afrikai Nagydíj, Kyalami - Győztes: Jack Brabham  (Brabham Ford)
- 1999 –  ausztrál nagydíj, Melbourne - Győztes: Eddie Irvine  (Ferrari)
- 2004 –  ausztrál nagydíj, Melbourne - Győztes: Michael Schumacher  (Ferrari)

### Egyéb események
- 1957 – Megtartják a Magyar Népköztársaság első lottóhúzását.

## Születések
- 1788 – Antoine César Becquerel francia fizikus, természettudós (*  1878)
- 1792 – Sir John Herschel angol csillagász és matematikus († 1871)
- 1808 – Johann Caspar Bluntschli német jogi és politikai író († 1881)
- 1818 – Julian Schmidt német irodalomtörténész († 1886)
- 1825 – Mieczysław Woroniecki lengyel herceg, katona, a magyarok oldalán az 1848–49-es forradalom és szabadságharc mártírja († 1849)
- 1830 – Zsupánek Mihály magyarországi szlovén költő († 1905, vagy 1898?)
- 1846 – Pasteiner Gyula művészettörténész, műkritikus, az MTA tagja († 1924)
- 1848 – Zsigmondy Béla magyar gépészmérnök, a mélyfúrási technika kiváló szakértője († 1916)
- 1848 – Kosutány Tamás magyar agrokémikus, mezőgazdasági szakíró, a mezőgazdasági ipar műszaki fejlesztésének egyik első hazai kezdeményezője, a Magyar Tudományos Akadémia levelező tagja († 1915)
- 1850 – Tomáš Garrigue Masaryk cseh filozófus, politikus, Csehszlovákia első elnöke († 1937)
- 1872 – Piet Mondrian holland festőművész († 1941)
- 1872 – Beniczky Elemér magyar földbirtokos, szolgabíró, országgyűlési képviselő († 1958)
- 1875 – Maurice Ravel francia zeneszerző († 1937)
- 1900 – Fritz London Lorentz-medállal kitüntetett német születésű amerikai fizikus († 1954)
- 1902 – Timár József Kossuth-díjas magyar színművész, érdemes és kiváló művész († 1960)
- 1903 – Szandai Sándor magyar szobrászművész († 1978)
- 1904 – Reinhard Heydrich, a Harmadik Birodalom 5. embere († 1942)
- 1908 – Anna Magnani Oscar-díjas olasz színésznő († 1973)
- 1909 – Roger Revelle amerikai tudós († 1991)
- 1910 – Kovács Jenő magyar állatorvos, gyógyszerkutató, egyetemi tanár († 1990)
- 1911 – Hlatky László magyar színész († 1982)
- 1912 – Gémesi Imre magyar színész († 1997)
- 1922 – Csányi György olimpiai bronzérmes, Európa-bajnok atléta († 1978)
- 1922 – Július Torma magyar születésű csehszlovák olimpiai bajnok ökölvívó és edző († 1991)
- 1924 – Abe Kóbó japán író († 1993)
- 1925 – Velenczey István Jászai Mari-díjas színész, színházigazgató († 2006)
- 1927 – Varga János Széchenyi-díjas levéltáros, az Országos Levéltár volt főigazgatója, az MTA rendes tagja († 2008)
- 1927 – Badal János magyar filmoperatőr († 2015)
- 1929 – Székely János magyar író, költő († 1992)
- 1932 – Szabó Ágnes (Rogán Miklósné) magyar grafikus, könyvillusztrátor († 2016)
- 1938 – Albert Fert Nobel-díjas francia fizikus.
- 1944 – Townes Van Zandt amerikai country-zenész, énekes († 1997)
- 1946 – Koncz Zsuzsa Kossuth-díjas magyar énekesnő
- 1950 – Dobay András magyar zenész, mesejáték-író, dalszerző
- 1950 – Hankiss Ágnes József Attila-díjas magyar pszichológus, író, politikus († 2021)
- 1968 – Erőss Zsolt magyar hegymászó († 2013)
- 1969 – Hideki Noda japán autóversenyző
- 1970 – Rachel Weisz amerikai színésznő
- 1975 – Ábel Anita magyar színművésznő, televíziós műsorvezető
- 1979 – Tóth Attila magyar színművész, a Vígszínház tagja
- 1982 – Aarón Díaz mexikói színész, énekes
- 1986 – Pálos Hanna magyar színésznő
- 1990 – Südi Katalin magyar sportlövő
- 1992 – Adányi Alex magyar színész
- 1993 – Mary Earps angol labdarúgókapus

## Halálozások
- I. e. 322 – Arisztotelész athéni filozófus, természettudós, író. Nagy Sándor tanítója annak 13 éves korától, ie. 343-tól. (* i.e. 384)
- 161 – Titus Aurelius Antoninus Pius római császár (* 86)
- 1274 – Aquinói Szent Tamás filozófus, teológus, egyházi író (* 1224 vagy 1225.)
- 1778 – Charles De Geer svéd gyáros és entomológus (* 1720)
- 1884 – Lugossy József nyelvész, orientalista, az MTA tagja (* 1812)
- 1900 – Somlyai Gábor históriaíró (* 1824)
- 1903 – Bittó István magyar politikus, miniszterelnök (* 1822)
- 1920 – Fabinyi Rudolf magyar vegyész, tudományszervező (* 1849)
- 1921 – Nádasi Tersztyánszky Károly magyar katonatiszt, csász. és kir. vezérezredes, I. világháborús hadvezér (* 1854)
- 1921 – Akseli Gallen-Kallela finn festőművész, műépítész, iparművész (* 1865)
- 1922 – Axel Thue norvég matematikus, alkalmazott matematikával foglalkozott és az "algoritmus" szót is ő vezette be 1904-ben (* 1863)
- 1974 – Kamilly Judit Jászai Mari-díj-as magyar színésznő (* 1919)
- 1978 – Rudolf Schoeller svájci autóversenyző (* 1902)
- 1988 – Allodiatoris Irma magyar antropológus, tudománytörténész, bibliográfus (* 1912)
- 1997 – Edward Mills Purcell amerikai fizikus, aki 1952-ben megosztott fizikai Nobel-díjat kapott a mágneses magrezonancia felfedezéséért folyadékokban és szilárd anyagokban. (* 1912)
- 1999 – Palotás Dezső erdélyi magyar költő, író, grafikus (* 1951)
- 2000 – Charles Gray angol színész (Gyémántok az örökkévalóságnak, Rocky Horror Picture Show)  (* 1928)
- 2005 – Jozef Stank szlovák védelmi miniszter (* 1940)
- 2007 – Hidas Frigyes magyar zeneszerző (* 1928)
- 2007 – Szakácsi Sándor Jászai Mari-díjas magyar színész (* 1952)
- 2014 – Nádas Tamás magyar műrepülő világbajnok ( *1969)